# Lijin (taxe)
 (juillet 2015).
Si vous disposez d'ouvrages ou d'articles de référence ou si vous connaissez des sites web de qualité traitant du thème abordé ici, merci de compléter l'article en donnant les références utiles à sa vérifiabilité et en les liant à la section « Notes et références ».
Le lijin (chinois : 厘金 ; pinyin : líjīn) est une taxe locale sur le commerce pratiqué en Chine dans les dernières décennies de la dynastie Qing. Elle est créée en 1853 dans la région de Yangzhou pour aider au financement de l'armée régulière dans la lutte contre la révolte des Taiping. Cette taxe est en vigueur sous la République de Chine jusqu'en 1930. Cet impôt qui ne concerne que les marchandises chinoises est conservé après la fin des troubles qui avaient suscité sa création. Son produit est demeuré hors d'atteinte du pouvoir central. En effet, sa perception est décentralisée et est partagée entre toutes sortes d'intermédiaires (notables locaux, marchands, guildes, etc.). Il continue d'être utilisé dans les années 1920 par les Seigneurs de la guerre pour asseoir leur pouvoir local.